# دردار هوكرياني
دردار هوكرياني (الاسم العلمي: Ulmus hookeriana) هو نوع نباتي يتبع جنس الدردار من فصيلة الدردارية.